# Le Procès de R. Kelly
Le Procès de R. Kelly (The Trial of R. Kelly) est le deuxième épisode de la première saison de la série télévisée d'animation pour adultes The Boondocks. L'épisode a été diffusé pour la première fois le 13 novembre 2005.
Lorsque le procès du chanteur de R&B, R. Kelly arrive en ville, Huey et Riley sont sur des côtés opposés concernant l'affaire R. Kelly.

## Synopsis
L'épisode s'ouvre avec Huey, Grand-père et Riley qui regardent la télévision. Grand-père change de chaîne pour The O'Reilly Factor où Bill O'Reilly parle des derniers ennuis judiciaires de R. Kelly autour d'une cassette qu'il a faite de lui-même en train d'uriner sur une fille de 14 ans. Lorsque Huey et Riley demandent à Grand-père de les emmener en ville pour voir le procès, Grand-père décline, en faisant remarquer que les nouvelles Nike de Riley coûtent suffisamment cher pour qu'elles puissent le transporter sans problème sur les 64 kilomètres qui le séparent du tribunal.
En route vers le tribunal, Riley et Huey rencontrent Tom Dubois (sa première apparition dans la série). Tom dit qu'il espère que les garçons ne sont pas en colère parce qu'il doit poursuivre R. Kelly (Tom est l'assistant du procureur). Riley, portant un panneau « Libérez R. Kelly », se lance dans une vive dispute avec Tom, évoquant les raisons possibles pour lesquelles la déclaration de culpabilité de R. Kelly causerait plus de problèmes. Il évoque également la responsabilité personnelle de la victime présumée, affirmant que son libre arbitre (c'est-à-dire sa décision de laisser R. Kelly uriner sur elle) ne devrait pas signifier que le monde rate le prochain album de R. Kelly. Riley conclut en menaçant d'uriner sur le chat de Tom. Tom reste sans voix, ce à quoi Huey commente : « Tu viens de te faire battre par un enfant de 8 ans. »
Au palais de justice, il y a deux groupes de manifestants. Le premier est composé de trois personnes en costume ressemblant à Cornel West, Tony Brown et Dick Gregory avec des pancartes bien rédigées protestant contre l'exploitation d'un mineur. Le deuxième groupe est composé de personnes qui font des grillades sur des barbecues, écoutent du R&B et brandissent des pancartes grossières avec de fréquentes fautes d'orthographe exigeant que R. Kelly soit libéré (par exemple « We Luv Yu R Kelly » et « Not Gilltee »). Un journaliste demande à l'un des partisans de Kelly pourquoi elle croit qu'il est innocent. La grande femme lèche la sauce barbecue de ses doigts et dit : « Parce qu'il est bon ! » Le journaliste se tourne vers Riley et lui demande pourquoi il soutient R. Kelly. Alors que Riley parle, Huey arrache son frère de la caméra, déclenchant une émeute entre les manifestants et les partisans de R. Kelly, qui prend fin lorsque R. Kelly arrive dans sa limousine Hummer.
Pendant ce temps, Grand-père passe la journée au parc avec Oncle Ruckus à jouer aux dames. Ils discutent du procès et de ses éventuelles répercussions sur la culture noire et la société dans son ensemble. Ruckus profite de cette occasion pour développer sa théorie de la suprématie blanche. Il évoque le procès de Kobe Bryant et le fait que les femmes blanches sont irrésistibles. Il en parle si intensément qu'il commence à transpirer. Il révèle plus tard son amour total pour les Blancs, son mépris total pour les Noirs et qu'il croit avoir une maladie de peau appelée « re-vitiligo, le contraire de celle de Michael Jackson » qui continue à noircir sa peau. Grand-père part en colère après avoir entendu l'attitude de Ruckus envers les Noirs, mais revient plus tard pour le raccompagner pendant qu'il récupère les garçons au procès.
Au tribunal, Tom Dubois présente son dossier, un dossier bien documenté, appuyé par une vidéo de l'acte, le témoignage de la victime et des preuves ADN pour faire bonne mesure. L'avocat de R. Kelly (joué par Adam West) présente un point de vue différent : toutes ces preuves relèvent en réalité du « racisme ».
Cet argument, bien que ridicule, semble plaire à la foule et au jury. L'avocat de R. Kelly continue de jouer la carte raciale à chaque occasion. Il souligne que même si R. Kelly a uriné sur une mineure, la victime était noire, ce qui indique que R. Kelly est sexuellement attiré par les femmes noires. Tom s'oppose à cet argument. L'avocat de Kelly répond : « Votre Honneur, j'essaie de démontrer au tribunal que mon client est un homme noir fier qui aime ses sœurs noires. Contrairement au procureur Dubois... qui est marié... à une FEMME BLANCHE ! »
Tom tente encore et encore de faire appel au bon sens du jury, mais échoue. Reconnaissant le désespoir de la situation, il abandonne à contrecœur son argumentation, vaincu. L'avocat de R. Kelly se lève et dit qu'il n'a plus rien à dire, alors il commence à jouer de la musique R&B. R. Kelly saute sur une table et commence à chanter et toute la foule danse... sauf Huey et la famille Dubois.
Huey éteint le magnétophone et s'adresse à la foule avec colère. Malgré le plaidoyer passionné de Huey pour la raison, Riley brise rapidement l'ambiance en huant et en décriant les arguments de Huey. La musique est remise en marche et R. Kelly est libéré. Voyant Tom en pleine défaite, sa femme Sara le taquine affectueusement sur le fait qu'il a perdu le procès en s'amusant avec des femmes blanches. Huey accuse quant à lui sur le chemin du retour les Blancs.

## Commentaires
Une scène a été supprimée de cet épisode dans laquelle Rosa Parks protestait contre R. Kelly devant le tribunal. La grande femme qui soutenait R. Kelly accusait Parks et ses collègues de lui refuser le droit de manger du poulet et des côtes et de souffrir d'hypertension artérielle. La grande femme jette ce qui reste de sa cuisse de poulet sur Parks, qui la frappe et la fait tomber. La scène a été supprimée juste avant la diffusion de l'épisode par respect pour Rosa Parks et sa famille (Parks était décédée quelques semaines auparavant, mais on peut la voir sur le DVD de la première saison de The Boondocks ). Parks est vue à la fin de l'épisode alors que la caméra fait un panoramique sur les fêtards à la fin du procès lorsqu'elle est prise dans ses bras par le grand fan de R. Kelly qui lui a lancé le poulet. Elle porte un manteau rose avec un chapeau assorti et une canne.